# Sheer Heart Attack Tour
El Sheer Heart Attack Tour fue una gira de conciertos realizada por la banda de Rock británico Queen, fue un tour para promocionar al álbum Sheer Heart Attack, álbum que podría considerarse el primer éxito comercial de la banda de este tour se extrae la presentación de los días 19 y 20 de noviembre en el Rainbow Theatre de la edición de lujo del álbum Live at the Rainbow ‘74.

## Repertorio
1. Procession
2. Now I'm Here
3. Ogre Battle
4. Father to Son
5. White Queen (As It Began)
6. Flick of the Wrist
7. In the Lap of the Gods
8. Killer Queen
9. The March of the Black Queen
10. Bring Back that Leroy Brown
11. Son and Daughter
12. Keep Yourself Alive
13. Seven Seas of Rhye
14. Stone Cold Crazy
15. Liar
16. In the Lap of the Gods... Revisited

 Interludio

1. Big Spender
2. Modern Times Rock 'n' Roll

 Interludio

1. Jailhouse Rock
2. God Save the Queen

## Fechas
| Fecha                   | Ciudad                      | País           | Lugar                               |
| ----------------------- | --------------------------- | -------------- | ----------------------------------- |
| 30 de octubre de 1974   | Mánchester                  | Reino Unido    | Palace Theatre                      |
| 31 de octubre de 1974   | Hanley                      | Reino Unido    | Victoria Hall                       |
| 1° de noviembre de 1974 | Liverpool                   | Reino Unido    | Empire Theatre                      |
| 2 de noviembre de 1974  | Leeds                       | Reino Unido    | University                          |
| 3 de noviembre de 1974  | Coventry                    | Reino Unido    | Coventry Theatre                    |
| 5 de noviembre de 1974  | Sheffield                   | Reino Unido    | Sheffield City Hall                 |
| 6 de noviembre de 1974  | Bradford                    | Reino Unido    | St. George's Hall                   |
| 7 de noviembre de 1974  | Newcastle                   | Reino Unido    | Newcastle City Hall                 |
| 8 de noviembre de 1974  | Glasgow                     | Reino Unido    | Apollo Theatre                      |
| 9 de noviembre de 1974  | Lancaster                   | Reino Unido    | University                          |
| 10 de noviembre de 1974 | Preston                     | Reino Unido    | Guildhall                           |
| 12 de noviembre de 1974 | Bristol                     | Reino Unido    | Colston Hall                        |
| 13 de noviembre de 1974 | Bournemouth                 | Reino Unido    | Winter Gardens                      |
| 14 de noviembre de 1974 | Southampton                 | Reino Unido    | Gaumont                             |
| 15 de noviembre de 1974 | Swansea                     | Reino Unido    | Brangwyn Hall                       |
| 16 de noviembre de 1974 | Birmingham                  | Reino Unido    | Birmingham Town Hall                |
| 18 de noviembre de 1974 | Oxford                      | Reino Unido    | Oxford New Theatre                  |
| 19 de noviembre de 1974 | Londres                     | Reino Unido    | Rainbow Theatre                     |
| 20 de noviembre de 1974 | Londres                     | Reino Unido    | Rainbow Theatre                     |
| 23 de noviembre de 1974 | Gotemburgo                  | Suecia         | Konserthuset                        |
| 25 de noviembre de 1974 | Helsinki                    | Finlandia      | Helsingin Kulttuuritalo             |
| 27 de noviembre de 1974 | Lund                        | Suecia         | Olympen                             |
| 2 de diciembre de 1974  | Múnich                      | Alemania       | Brienner Theater                    |
| 4 de diciembre de 1974  | Frankfurt                   | Alemania       | Jahrhunderthalle                    |
| 5 de diciembre de 1974  | Hamburgo                    | Alemania       | Musikhalle                          |
| 6 de diciembre de 1974  | Colonia                     | Alemania       | Sartory Saal                        |
| 8 de diciembre de 1974  | La Haya                     | Países Bajos   | Congres Gebouw                      |
| 10 de diciembre de 1974 | Bruselas                    | Bélgica        | 140 Theatre                         |
| 19 de diciembre de 1974 | Barcelona                   | España         | Palacio Municipal de Deportes       |
| Norteamérica            |                             |                |                                     |
| 5 de febrero de 1975    | Columbus, OH                | Estados Unidos | Agora                               |
| 7 de febrero de 1975    | Dayton, OH                  | Estados Unidos | Palace Theater                      |
| 8 de febrero de 1975    | Cleveland, OH               | Estados Unidos | Cleveland Music Hall                |
| 9 de febrero de 1975    | South Bend, IN              | Estados Unidos | Morris Civic Auditorium             |
| 10 de febrero de 1975   | Detroit, MC                 | Estados Unidos | Ford Auditorium                     |
| 11 de febrero de 1975   | Toledo, OH                  | Estados Unidos | Student Union Auditorium            |
| 14 de febrero de 1975   | Waterbury, CT               | Estados Unidos | Palace Theater                      |
| 15 de febrero de 1975   | Boston, MS                  | Estados Unidos | Orpheumn Theater                    |
| 16 de febrero de 1975   | Nueva York, NY              | Estados Unidos | Avery Fisher Hall                   |
| 17 de febrero de 1975   | Trenton, NY                 | Estados Unidos | War Memorial                        |
| 19 de febrero de 1975   | Lewiston, NY                | Estados Unidos | Armory                              |
| 21 de febrero de 1975   | Passaic, NJ                 | Estados Unidos | Capital Theater                     |
| 22 de febrero de 1975   | Harrisburg, NY              | Estados Unidos | Farm Arena                          |
| 23 de febrero de 1975   | Filadelfia, PS              | Estados Unidos | Erlinger Theater                    |
| 5 de marzo de 1975      | La Crosse, VG               | Estados Unidos | Mary E. Sawyer Auditorium           |
| 6 de marzo de 1975      | Madison, Carolina del Norte | Estados Unidos | Dane Country Coliseum               |
| 7 de marzo de 1975      | Milwaukee, WS               | Estados Unidos | Uptown Theater                      |
| 8 de marzo de 1975      | Chicago, IL                 | Estados Unidos | Aragon Ballroom                     |
| 9 de marzo de 1975      | St. Louis, MS               | Estados Unidos | Kiel Auditorium                     |
| 10 de marzo de 1975     | Fort Wayne, IN              | Estados Unidos | Fort Wayne Coliseum                 |
| 12 de marzo de 1975     | Atlanta, GR                 | Estados Unidos | Municipal Auditorium                |
| 13 de marzo de 1975     | Charleston, Misissippi      | Estados Unidos | Charleston Civic Auditorium         |
| 14 de marzo de 1975     | St. Petersburg, FL          | Estados Unidos | Sunshine Speedway                   |
| 15 de marzo de 1975     | Miami, FL                   | Estados Unidos | Marina                              |
| 18 de marzo de 1975     | Nueva Orleans, LS           | Estados Unidos | St. Bernard Parish Civic Auditorium |
| 20 de marzo de 1975     | San Antonio, TX             | Estados Unidos | San Antonio Municipal Hall          |
| 23 de marzo de 1975     | Dallas, TX                  | Estados Unidos | McFarlin Auditorium                 |
| 25 de marzo de 1975     | Tulsa, OK                   | Estados Unidos | Tulsa Municipal Hall                |
| 29 de marzo de 1975     | Los Ángeles, CA             | Estados Unidos | Santa Monica Civic Auditorium       |
| 30 de marzo de 1975     | San Francisco, CA           | Estados Unidos | Winterland                          |
| 2 de abril de 1975      | Edmonton, AL                | Canadá         | Kinsmen Center                      |
| 3 de abril de 1975      | Calgary, AL                 | Canadá         | Corral                              |
| 6 de abril de 1975      | Seattle, OR                 | Estados Unidos | Paramount Northwest Theater         |
| Japón                   |                             |                |                                     |
| 19 de abril de 1975     | Tokio                       | Japón          | Nippon Budokan                      |
| 22 de abril de 1975     | Nagoya                      | Japón          | Aichi-ken Taiikukan                 |
| 23 de abril de 1975     | Kobe                        | Japón          | Kokusai Kaikan                      |
| 25 de abril de 1975     | Fukuoka                     | Japón          | Kyuden Athletic Association         |
| 28 de abril de 1975     | Okayama                     | Japón          | Taikukan                            |
| 29 de abril de 1975     | Shizuoka                    | Japón          | Yamaha Tsumagoi Hall                |
| 30 de abril de 1975     | Yokohama                    | Japón          | Bunka Taiikukan                     |
| 1 de mayo de 1975       | Tokio                       | Japón          | Nippon Budokan                      |

## Personal
- Freddie Mercury: voz y coros, piano, pandereta
- Brian May: guitarra, voz y coros
- Roger Taylor: batería, percusión, voz y coros
- John Deacon: bajo, triángulo, coro adicional